# The sessions I
The sessions I is een livealbum van Tangerine Dream. Het is een zogenaamde cupdisc, Tangerine Dreams versie van een ep. De opnamen van de twee livetracks vonden plaats in Boedapest en Hong Kong. Die concerten vonden plaats kort nadat Quaeschning en Schnauss de muziek voor hun album Synthwaves hadden opgenomen. Het was het eerste album van Tangerine Dream zonder medewerking van de in 2015 overleden Edgar Froese, een van de oprichters van de muziekgroep, aan wie het album ook is opgedragen. De muziek bestaat uit elektronische muziek uit de Berlijnse School met ambient ondersteund door sequencer

## Musici
- Thorsten Quaeschning, Ulrich Schnauss – synthesizers, elektronica
- Hoshiko Yamane – elektrische viool

## Muziek
| Nr. | Titel                                                      | Duur  |
| --- | ---------------------------------------------------------- | ----- |
| 1.  | Blue arctic Danube (10.00 pm Session at A38 Budapest)      | 31:39 |
| 2.  | Gladiatorial dragon (9:35 pm Session at AC Hall Hong Kong) | 27:48 |